# 80 v.Chr.

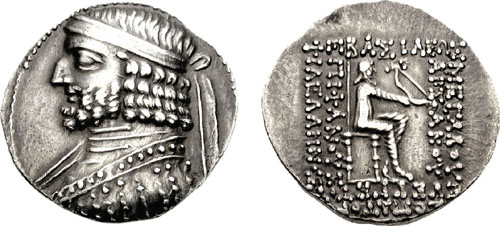
Orodes I

Het jaar 80 v.Chr. is een jaartal in de 1e eeuw v.Chr. volgens de christelijke jaartelling.

## Gebeurtenissen

### Italië
- In Rome worden Lucius Cornelius Sulla en Quintus Caecilius Metellus Pius door de Senaat gekozen tot consuls van het Imperium Romanum.
- Dictator Cornelius Sulla herbouwt de verwoeste Tempel van Jupiter op het Capitool. Ook laat hij de Curia Hostilia, zetel van de Senaat, herstellen en uitbreiden.
- De stad Pompeï wordt een Romeinse colonia en krijgt de officiële naam "Cornelia Veneria Pompeianorum". Er wordt het eerste stenen Romeinse amfitheater gebouwd voor gladiatorengevechten.
- De Senaat stuurt Caecilius Metellus Pius als proconsul naar Hispania Ulterior, om de opstandige Romeinen onder bevel van Quintus Sertorius te onderdrukken.

### Griekenland
- Het Romeinse leger belegert op Lesbos de vestingstad Mytilini, de 20-jarige Julius Caesar verdient voor zijn moed in de strijd de corona civica ("burgerkroon").

### Parthië
- 11 april - Koning Orodes I is getuige van een zonsverduistering, die vermeld wordt op een inscriptie in Babylonië.

### Egypte
- Berenice III accepteert een co-regentschap met haar neef Ptolemaeus XI Alexander en trouwt met hem. Na 19 dagen wordt zij vermoord, Ptolemaeus XI eist de alleenheerschappij op van Egypte.
- Ptolemaeus XII Neos Dionysos (80 - 58 v.Chr.) bestijgt de troon als twaalfde farao van de Ptolemaeën. Hij onderdrukt een opstand in Alexandrië, nadat Ptolemaeus XI door de bevolking is gelyncht.
- Ptolemaeus van Cyprus (80 - 58 v.Chr.) wordt aangesteld als koning van Cyprus.

### Numidië
- Bocchus I overlijdt, Mauretania wordt verdeeld onder zijn twee zonen: Bogud II krijgt het westelijke deel (Marokko) en Bocchus II het oostelijke deel (Algerije).

### Klein-Azië
- Julius Caesar wordt op een diplomatieke missie naar het hof van Nicomedes IV van Bithynië gestuurd. Hij adviseert de koning over de opbouw van de vloot tegen Pontus.

## Overleden
- Berenice III (~115 v.Chr. - ~80 v.Chr.), koningin van Egypte (35)
- Bocchus I, koning van Mauretania
- Ptolemaeus XI Alexander (~105 v.Chr. - ~80 v.Chr.), farao van Egypte (25)